# Remco Pardoel
Remco Pardoel (Oss, 23 mei 1969) is een Nederlandse vechtsporter en oprichter van team Satsang BJJ.
Pardoel, bijgenaamd Grizzly, geldt in vechtsportkringen als een expert op het gebied van traditioneel Japans jiujitsu, Braziliaans jiujitsu (BJJ) en MMA, met meer dan tien nationale en internationale titels (in jiujitsu, Braziliaans jiujitsu, judo en grappling). Hieronder zijn zes Europese en één wereldtitel. Naast het beoefenen van traditionele vechtsporten maakte hij als een van de eerste vechtsporters de overstap naar MMA. 
Pardoel maakte in maart 1994 zijn MMA-debuut in het toernooi UFC 2: No Way Out. Door zijn eerste twee tegenstanders te verslaan, haalde hij de halve finale. Deze verloor hij van BJJ-expert Royce Gracie, via een verwurging. In 1995 keerde hij terug in het kooi van de UFC, in UFC 7: The Brawl in Buffalo. Nadat hij zijn eerste partij won, verloor hij in de halve finale van de Braziliaanse Vale tudo-vechter en latere toernooiwinnaar Marco Ruas. In 2003 vocht hij zijn laatste MMA-partij, waarna hij zijn MMA-carrière afsloot met een totaal van negen overwinningen, zes verliezen en één gelijkspel. 
In de jaren negentig van de twintigste eeuw introduceerde Pardoel het BJJ in Europa. Inmiddels bestaan er in Nederland tientallen scholen die lesgeven in deze tak van sport.
Pardoel was de eerste niet-Braziliaan die in 1996 meedeed in de klasse absoluto (beste acht van de wereld) in de divisie voor zwartebandbezitters.